# Ramularia triboutiana
Ramularia triboutiana (Sacc. & Letendre) Nannf. – gatunek grzybów z klasy Dothideomycetes. Grzyb mikroskopijny, fitopatogen pasożytujący na  niektórych gatunkach z rodzaju chaber (Centaurea). Powoduje plamistość liści.

## Systematyka i nazewnictwo
Pozycja w klasyfikacji według Index Fungorum: Ramularia, Mycosphaerellaceae, Capnodiales, Dothideomycetidae, Dothideomycetes, Pezizomycotina, Ascomycota, Fungi.
Gatunek ten opisali Pier Andrea Saccardo i Jean Baptiste Pierre Letendre w 1883 r. nadając mu nazwę Cercosporella triboutiana. Obecną, uznaną przez Index Fungorum nazwę nadał mu John Axel Nannfeldt w 1950 r.

## Charakterystyka
Na porażonych roślinach powoduje powstawanie brązowoczarnych lub szarobrązowychm okrągławych lub eliptycznych plam o średnicy 3–5 (–10) mm. W sprzyjających patogenowi warunkach w obrębie tych plam na obydwu stronach liści pojawia się nalot złożony z konidioforów i zarodników.
Endobiont, jego grzybnia jest zanurzona w tkankach rośliny. Konidiofory jedno-, dwu- lub trzykomórkowe, o wymiarach 15–57 (–75) × 2,3–3,4 μm.  Konidia powstają w łańcuszkach. Są zazwyczaj dwukomórkowe, rzadziej jedno- lub trzykomórkowe, podłużnie elipsoidalne lub cylindryczne, o wymiarach 11–40 × (2–) 2,3–3,4 μm.
Ramularia triboutiana to monofag. W Polsce opisany został na chabrze łąkowym (Centaurea jacea), chabrze driakiewniku (Centaurea scabiosa) i nieokreślonym gatunku chabra.

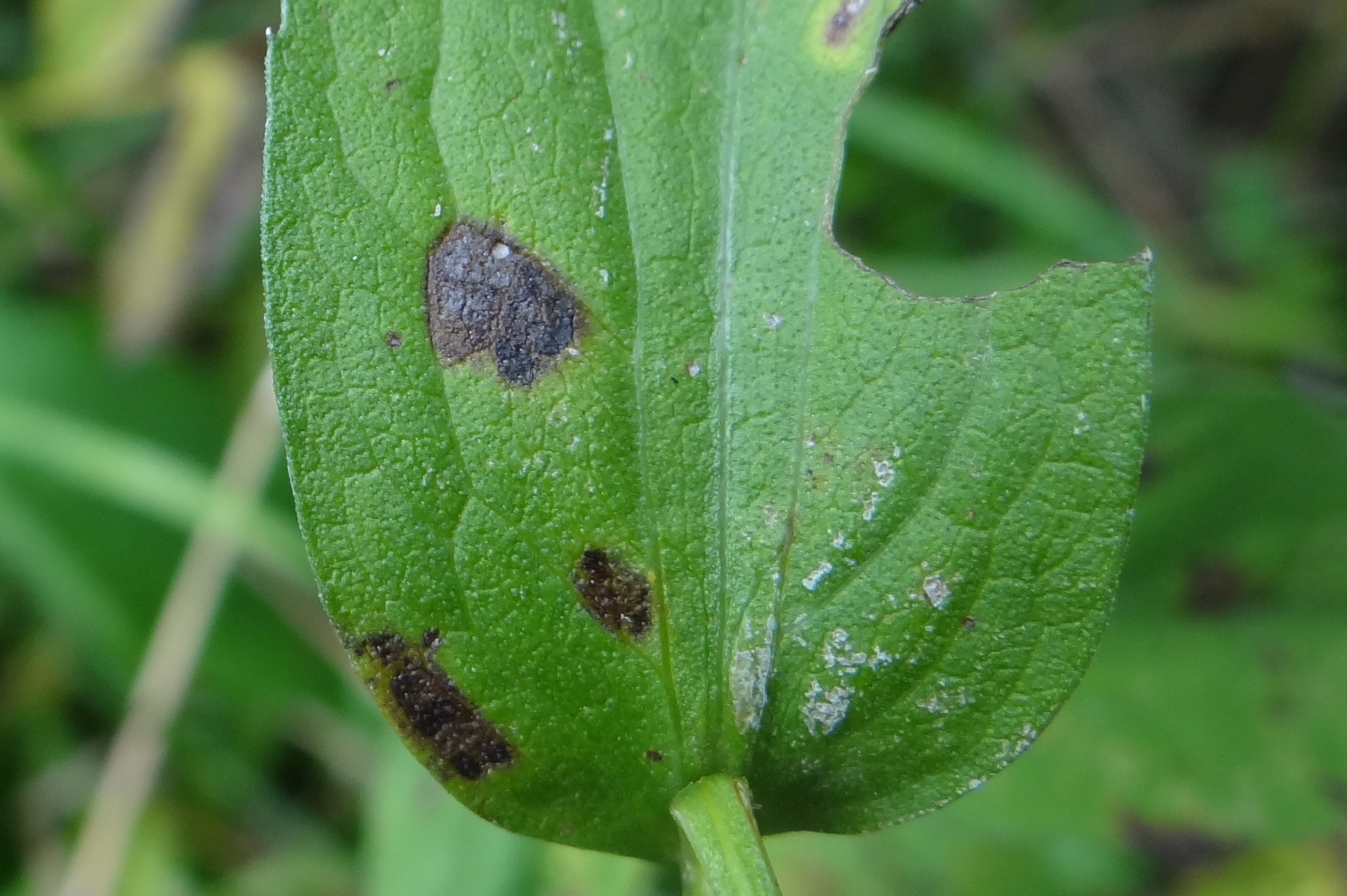
Plamy na dolnej stronie liścia chabra łąkowego